# Стона планина
Стона планина је гора која се налази у Јужноафричкој Републици, обавија се око Кејптауна и има одличан поглед на њега. На застави Кејптауна је нацртана Стона планина (гора). Она је туристичка атракција. На њој се налазе успињачи којима се пење и силази. Стона планина је један од Седам светских чуда природе. На њој се налази национални парк.

## Врхови
На планини се налазе три позната врха и то:
- Ђавољи врх (висок 1000 метара),
- Лавова глава (висок 669 метара) и
- Сигнално брдо (висок 350 метара)

## Флора и фауна
Гора је богата биљним и животињским светом. На гори су већином и инвазивне врсте које се неконтролисано шире.
Даман камењар је најпознатији од животиња на планини. Познате су и корњаче, змије, мунгоси и бодљикава прасад. Посљедњи лав је живио 1802. године. На планини живе и каракали и афричке дивље мачке. Постоји и мали број јелена.